# Полк

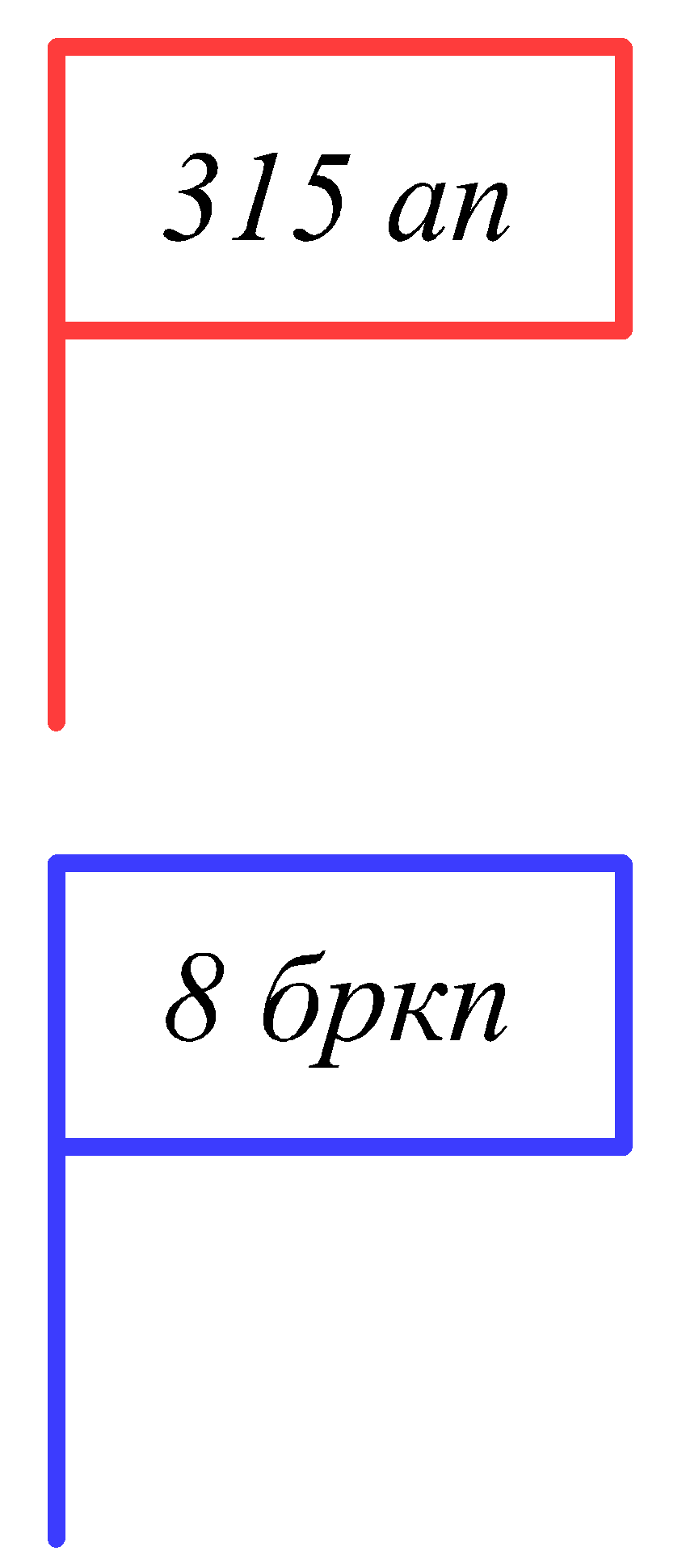
Знак командного пункта полка на военных топографических картах, принятый в СССР и России.
Красный цвет — формирования своих войск.
Синий цвет — формирования войск противника
Примерные сокращения:
315 ап — 315-й артиллерийский полк
8 бркп — 8-й бронекавалерийский полк

Условный знак «полк», применяемый в документах NATO

Полк — формирование (воинская часть), основная тактическая и административно-хозяйственная единица в вооружённых силах многих государств мира.
Полк по составу занимает промежуточное положение между батальоном и бригадой. Полк встречается практически во всех родах войск видов вооружённых сил и специальных войсках, и предназначен для выполнения боевых задач в составе соединения, а также самостоятельного ведения боевых действий. В зависимости от принадлежности роду войск (сил), специальным войскам полк может вести общевойсковой, воздушный (противовоздушный) бой или осуществлять боевое или тыловое обеспечение боевых действий.

## История появления полков
Русское слово «полк» — общеславянское производное, образовано с помощью суффикса -къ от той же основы, что и полный, имеет соответствия в германских и балтийских языках — нем. Volk «народ; толпа; войско», лит. pulkas «толпа, отряд».
Первое использование термина «полк» в Киевской Руси относится к X веку, когда им начали называть отдельно действующий вооружённый отряд (войско). В начале XII века согласно «Повести временных лет» полками именовались приведённые на поле боя воинские отряды, возглавляемые отдельными князьями. Подобные полки не имели определённой организации и численности. К примеру, в Новгороде в XII—XIII веках в состав войска входило 5 полков, формировавшихся 5 «концами» (частями) города. Каждый такой полк делился на две сотни, которые набирались из мужского населения нескольких улиц. Во главе полков ставились воеводы избранные на вече. В Великом Московском княжестве в XIV веке полк выставлялся от княжеств и наиболее крупных городов. В организационно-штатной структуре они делились на тысячи, сотни и десятки. Каждый полк имел собственный стяг и возглавлялся князем или воеводой. При мобилизации в назначенном пункте все полки сводились в тактические единицы, представлявшие собой элементы боевого и походного порядка войска (к примеру, Большой полк, Полк правой (левой) руки, Запасной полк, Передовой полк).
|  |

С проведением военной реформы в Русском царстве в XVII веке, одним из итогов которой стало внедрение поместной системы комплектования войск, полками стали именовать конные отряды служилых людей, сформированные на определённой территории.
В начале 1630-х годов были созданы первые полки нового строя регулярных войск, каждый из которых представлял собой формирование постоянного состава из 8—12 рот и насчитывал от 1600 до 2000 человек. Указом Петра Первого в 1680-х годах были созданы первые полки лейб-гвардии (Преображенский лейб-гвардии полк, Семёновский лейб-гвардии полк). К концу XVII века были созданы первые пехотные полки, а в начале XVIII века были созданы полки морской пехоты (морские полки).
Во Франции, в германских государствах и в Испании формирования, аналогичные русским полкам, получили название реджимент (от лат. regimen «правление, управление») и появились в начале XVI века. В середине XVI века во Франции сформированы первые пехотные, а затем кавалерийские полки, состоявшие соответственно из 4—6 батальонов (от 17 до 70 рот, по 53 человека в роте) или 8—10 эскадронов.
В течение XVII—XIX веков штатная структура пехотных и кавалерийских полков во всех армиях многократно изменялась в процессе совершенствования и разнообразия их вооружения, повлёкшие создание различных видов полков. Так в пехоте появились: мушкетёрские, егерские, гренадерские, карабинерные и другие полки. В то же время в кавалерии появились: драгунские, гусарские, кирасирские, уланские, конно-егерские и другие полки.
Во второй половине XVII и в начале XVIII веков во Франции, в Швеции, в России и ряде других государств появились артиллерийские, затем инженерные (пионерные) полки.
К началу Первой мировой войны в армиях противостоящих коалиций основной тактической единицей в пехоте и кавалерии соответственно являлись пехотные и кавалерийские полки. В Германии, Австро-Венгрии и во Франции артиллерия была представлена артиллерийскими полками. В России артиллерийскими бригадами (в крепостях — артиллерийские полки). Также в армиях данных государств появились железнодорожные полки. В ходе Первой мировой войны во Франции появились первые танковые и миномётные полки.
В сухопутных войсках ряда стран НАТО (США, Великобритания и др.) с середины 1950-х годов произошёл переход общевойсковых соединений на бригадную организацию, в связи с чем полковое звено было упразднено. В армиях этих стран сохранились лишь отдельные полки в некоторых родах войск: бронекавалерийские полки в США, полки армейской авиации в ФРГ, ракетно-гаубичные полки в Великобритании.

## Командование, состав и численность полка в РФ и СССР

### Командование
Полк возглавляется офицером в должности командир полка. В подчинении командира полка находится весь личный состав полка. Для управления личным составом и контролем за повседневной деятельностью полка как в мирное, так и в военное время у командира полка есть помощники в лице заместителей, осуществляющие надзорные и организаторские функции согласно должностным обязанностям. К примеру, в ВС РФ таковыми являются:
- начальник штаба полка — занимается организацией работы штаба, планированием боевых действий и повседневным функционированием полка;
- заместитель командира полка — занимается процессом боевой подготовки личного состава;
- заместитель командира полка по воспитательной работе — выполняет задачи по воспитательной работе с личным составом;
- заместитель командира полка по вооружению — выполняет задачи по поддержанию вооружения в исправном состоянии и техническому обеспечению полка;
- заместитель командира полка по тылу — решает задачи тылового обеспечения.

Как и в отдельном батальоне/дивизионе, при штабе полка имеются так называемые службы, представляющие собой органы управления, контролирующие функционирование и координирующие деятельность подразделений полка в определённой сфере. Должностные лица, возглавляющие такие органы, называются начальниками служб. В зависимости от типа полка и его предназначения, к примеру, в ВС РФ встречаются следующие должности:
- начальник артиллерии полка;
- начальник разведки полка;
- начальник связи полка;
- начальник инженерной службы полка;
- начальник медицинской службы полка;
- начальник бронетанковой службы полка;
- начальник автомобильной службы полка;
- начальник химической службы полка;
- начальник ракетно-артиллерийского вооружения полка;
- начальник службы горюче-смазочных материалов полка
- и другие.

### Состав и численность полка
Полк состоит:
- в сухопутных войсках — из нескольких батальонов (реже рот), дивизионов, подразделений боевого, тылового и технического обеспечения;
- в военно-воздушных силах состоит из эскадрилий;
- в войсках ПВО — из дивизионов (батальонов);
- в военно-морских силах (военно-морском флоте) — из батальонов (береговые войска);
- в специальных войсках — из батальонов и рот[1].

Численность личного состава полка зависит от его типа и государственной принадлежности. На современном этапе этот показатель мог достигать 5000 человек (бронекавалерийский полк в Армии США). В истории имеются прецеденты, когда численность одного и того же типа полка неоднократно изменялась с течением войны в ходе реформ по рационализации штатной структуры: к примеру в стрелковом полку РККА был уменьшен личный состав с 3200 человек в начале Великой Отечественной войны до 2400 к окончанию войны. Также в годы войны в составе РККА были полки с относительно небольшим личным составом. К примеру самоходные полки на СУ-85 по штату № 010/483, созданные осенью 1943 года, имели личный состав в 230 человек.
В Советской армии конца 1980-х годов полки в зависимости от предназначения и рода войск в развёрнутом виде имели следующую численность личного состава:
- мотострелковый полк (на БТР) — 2523 человек;
- мотострелковый полк (на БМП) — 2424;
- полк морской пехоты — более 2000;
- танковый полк (танковой дивизии) — 1640;
- парашютно-десантный полк — 1473;
- танковый полк (мотострелковой дивизии) — 1143;
- артиллерийский полк (мотострелковой дивизии) — 1292;
- артиллерийский полк (танковой дивизии) — 1062;
- артиллерийский полк (воздушно-десантной дивизии) — 620;
- зенитный ракетный полк (на ЗРК «Куб» — мотострелковой и танковой дивизии) — 504;
- зенитный артиллерийский полк (на С-60 — мотострелковой и танковой дивизии) — 420.

## Полки в видах вооружённых сил и родах войск

### Пехотный полк
Пехотный (стрелковый) полк — основная общевойсковая тактическая единица в сухопутных войсках.
Начиная со второй половины XVIII века пехотные полки получили широкое распространение в армиях большинства государств. В России первые 27 пехотных полков 10-ротного состава были созданы при Петре Первом в 1699. В начале XVIII века также был осуществлён переход на батальонную структуру и пехотные полки были включены в состав пехотных бригад и пехотных дивизий.

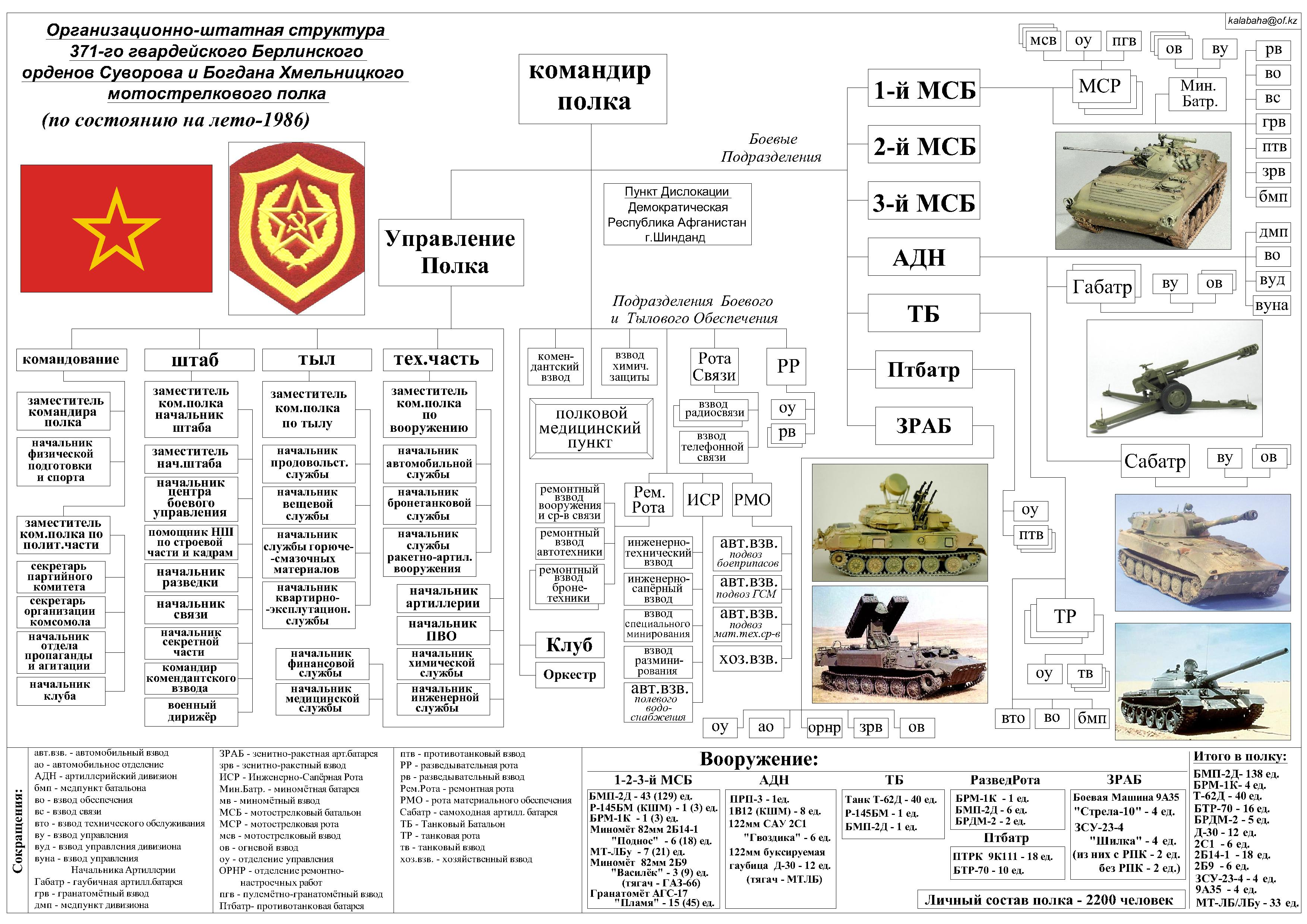
Организационно-штатная структура (неофициальная)
371-го гвардейского мотострелкового полка
5-й гв. мсд на лето 1986 года

В середине XIX — начале XX веков пехотные полки являлись организационными единицами пехоты в армиях некоторых европейских государств (Австро-Венгрия, Великобритания, Италия и др.). Как правило пехотные полки входили в пехотные бригады или пехотные дивизии и вели боевые действия в их составе. Существовали также отдельные пехотные (стрелковые) полки, которые непосредственно входили в состав армии и других объединений. В русской армии пехотные полки 2-батальонного состава впервые появились в 1888 году. Для действий в горной местности в Италии в 1866 появились 6 полков альпийских стрелков. Для той же цели в начале второй половины XIX века в австро-венгерской армии был создан Имперский Тирольский полк (de:Tiroler Kaiserjäger) из 10 рот.
Организация пехотных полков к концу XIX — началу XX веков в армиях различных государств стала примерно одинаковой. К началу Первой мировой войны в составе пехотного полка было включено 3—4 батальона по 4 роты в каждом, полковая артиллерия и другие подразделения. Численность пехотного полка колебалась от 1500 до 2500 человек. К окончанию боевых действий возросшая мощь усиленной полковой артиллерии и включение в состав пехотного полка дополнительных подразделений боевого и тылового обеспечения превратили его в полноценную общевойсковую часть.
В 1918 году в РККА все пехотные полки, бригады и дивизии были переименованы в стрелковые. В составе стрелкового полка было 3 стрелковых батальона, состоявшего в свою очередь из 3-х стрелковых рот. В каждой стрелковой роте было 3 стрелковых и 1 пулемётный взвод. Кроме того, в составе полка были полковые команды (пулемётная, связи, конных разведчиков, сапёрная, миномётная, комендантская, хозяйственная, газовая) и другие подразделения (полковая школа, перевязочный отряд, ветеринарный лечебный пункт). Личный состав полка в ходе Гражданской войны в ходе оптимизации штата снижался от 3500 до 2000 человек. К началу Второй мировой войны стрелковый полк РККА насчитывал 3200 человек личного состава и включал в себя 3 стрелковых батальона и 3 батареи (артиллерийскую, миномётную и противотанковую). В течение войны штат полка неоднократно изменялся, и к концу боевых действий личный состав полка был снижен до 2400 человек.
В 1930-1940 годы появились первые мотопехотные полки (Германия, Италия, Польша) и мотострелковые полки (СССР), представлявшие собой формирования моторизованной пехоты, передвигавшейся на грузовых автомобилях.
После Второй мировой войны как в СССР так и в других государствах происходил процесс механизации войск, который закончился к концу 50-х годов созданием механизированной пехоты. В СССР род войск получил в 1957 году название мотострелковые войска. В СССР стрелковые и механизированные полки были переформированы в мотострелковые полки. Аналогом мотострелкового полка в ВС СССР/ВС РФ в армиях других государств является мотопехотный полк.
Мотострелковый полк в ВС СССР/ВС РФ представляет собой общевойсковое формирование, имеющее в своём составе 3 мотострелковых батальона, артиллерийский дивизион, танковый батальон, зенитно-ракетный дивизион, противотанковую батарею и несколько подразделений боевого и тылового обеспечения (разведывательная рота, рота связи, инженерно-сапёрная рота, рота материального обеспечения, ремонтная рота, взвод химической разведки, полковой медицинский пункт, военный оркестр, комендантский взвод и другие).
Штат мотопехотных (пехотных) полков в других государства либо аналогичен мотострелковому полку, либо имеет отличие в отсутствии батальонного звена (полк состоит из рот). К примеру, мотопехотный полк в сухопутных войсках Франции включает в себя: роту управления и обслуживания, 4 мотопехотные роты, роту разведывательную и поддержки, противотанковую роту. Пехотный полк Греции состоит из штаба, штабной роты, 2—3 пехотных батальонов, подразделений обеспечения и обслуживания. Пехотный полк сухопутных войск Турции — состоит из 3 пехотных батальонов, роты штабной и обслуживания. В силах самообороны Японии пехотный полк состоит из 4 пехотных рот, роты 106,7-мм миномётов; батальонное звено отсутствует.

### Кавалерийский полк
Кавалерийский полк — основная тактическая единица кавалерийских соединений. Также входил в состав пехотных (стрелковых) соединений и непосредственно в состав общевойсковых и танковых армий.
Первые кавалерийские полки были созданы в первой половине XVII века в Швеции, во Франции, в Англии и других западноевропейских государствах. К примеру в шведской армии, во времена правления короля Густава II Адольфа, кавалерийский полк состоял из 4 эскадронов по 125 всадников в каждом. В свою очередь эскадрон делился на 4 корнета (взвода).
В России первые регулярные части кавалерии появились в дворянской поместной коннице в начале XVII века. Первоначально они состояли из сотен, полусотен и десятков всадников. К 1630-м годам было начато формирование рейтарских и драгунских полков которые состояли из 10—12 рот и обладали личным составом от 1000 до 2000 человек. К 1663 году в русской армии находилось 25 кавалерийских полка общей численностью в 29 000 человек.
В XVIII—XIX веках как в иностранных так и в русской армии происходило неоднократное изменение как организации так и вооружения кавалерийских полков. К началу Семилетней войны 1756—1763 годов в русской армии состав кавалерийских полков был следующим:
- драгунский полк — 12 рот (2 гренадерские и 10 мушкетёрских);
- кирасирский и конногренадерский полки — 10 рот.

К концу XVIII века разновидности кавалерии в русской армии увеличилось и они были представлены следующими кавалерийскими полками: кирасирские, карабинерные, конногренадерские, драгунские, конноегерские, гусарские, легко-конные и казачьи. При этом большая часть полков была представлена карабинерными и легкоконными полками. Состав полков включал в себя от 6 до 10 линейных и от 1 до 3 запасных эскадронов. Численности полков колебалась в пределах 1100—1800 человек.
На начало русско-турецкой войны 1877—1878 годов, кавалерийские полки делились на 4 эскадрона, казачьи полки на 6 сотен, а полки Терского казачества состояли из 4 сотен.
В Первую мировую войну кавалерийские полки Антанты и Центральных держав состояли из 4—6 эскадронов.
В РККА в период Гражданской войны кавалерийские полки неоднократно реформировались. По утверждённому в апреле 1918 года штату, в состав пехотных (позже — стрелковые) дивизий входил кавалерийский полк из 4 эскадронов, насчитывал 872 человека и 947 лошадей. В ноябре того же года кавалерийские полки в стрелковых дивизиях были расформированы в 4 отдельных дивизиона по 2 эскадрона в каждом. В июле 1919 года кавалерийские полки в стрелковых дивизиях были заново воссозданы. В августе 1918 года был пересмотрен штат кавалерийских полков кавалерийских дивизии. Связано это было с созданием так называемой «стратегической кавалерии». Численность полка увеличилась до 1 105 человек и 1 203 лошадей. В декабре 1918 года полки стратегической кавалерии увеличили в очередной раз до 1 152 человек и 1247 лошадей. В феврале 1921 года в кавалерийских полках был введён пятый конно-пулемётный эскадрон (20 пулемётов).
К началу Второй мировой войны кавалерийские полки существовали в небольших количествах в составе кавалерийских дивизий лишь в нескольких государствах.
В РККА перед началом Великой Отечественной войны кавалерийские полки включали в себя 4—5 эскадронов, полковую артиллерию и подразделения боевого и тылового обеспечения. К окончанию войны в состав кавалерийского полка входили:
- штаб полка,
- 4 эскадрона
- 3 отдельные батареи (артиллерийская, истребительно-артиллерийская и миномётная)
- подразделения боевого и тылового обеспечения.

Личный состав полка насчитывал около 900 человек, 4 76-мм пушки, 4 57-мм противотанковые пушки, 4 82-мм миномёта, 14 станковых и 32 ручных пулемёта, 24 противотанковых ружья. Основным применением кавалерийского полка было наступление на ослабленного противника а также преследование отходящих войск. Кавалерийскому полку отводилась полоса наступления шириной до полтора километра, которое производилось в конном, пешем или комбинированном строю, самостоятельно или во взаимодействии с танками и при поддержке артиллерией. В обороне кавалерийский полк на главном направлении получал участок до 2,5 км по фронту и до 2 км в глубину, а при обороне на широком фронте — до 4—5 км по фронту.
Кавалерийские полки (вместе с кавалерийскими дивизиями в состав которых они входили) в Советской армии в послевоенный период были постепенно расформированы до апреля 1955 года.

### Танковый полк
Танковый полк — основная общевойсковая тактическая единица танковых, (бронетанковых) соединений.
Впервые танковый полк был сформирован во французской армии в 1918 году. К началу Второй мировой войны танковые полки были созданы в армиях некоторых государств (Франция, Великобритания, Германия, СССР и Япония). Танковый полк вермахта состоял из 2 танковых батальонов и ремонтной роты (150 танков).
В РККА впервые отдельный танковый полк был создан в 1924 году на базе ранее существовавшей танковой эскадры и имел в своём составе 2 танковых батальона (линейный и учебный) и подразделения обслуживания. В 1929 было начато формирование нескольких танковых полков состоящих из 3 танковых батальонов. К началу Второй мировой войны танковые полки в РККА входили в состав танковых, моторизованных, кавалерийских и мотострелковых дивизий. В связи с расформированием в июле 1941 механизированных корпусов и танковых дивизий, количество танковых полков резко сократилось. В конце 1941 года началось формирование отдельных танковых полков количество которых к 1943 году превысило 100. К 1944 году в РККА были созданы новые типы танковых полков: огнемётно-танковые (18 танков ТО-34 и 3 Т-34), инженерно-танковые полки (22 танка Т-34 с минными тралами) и тяжёлые танковые (21 танк ИС-2).

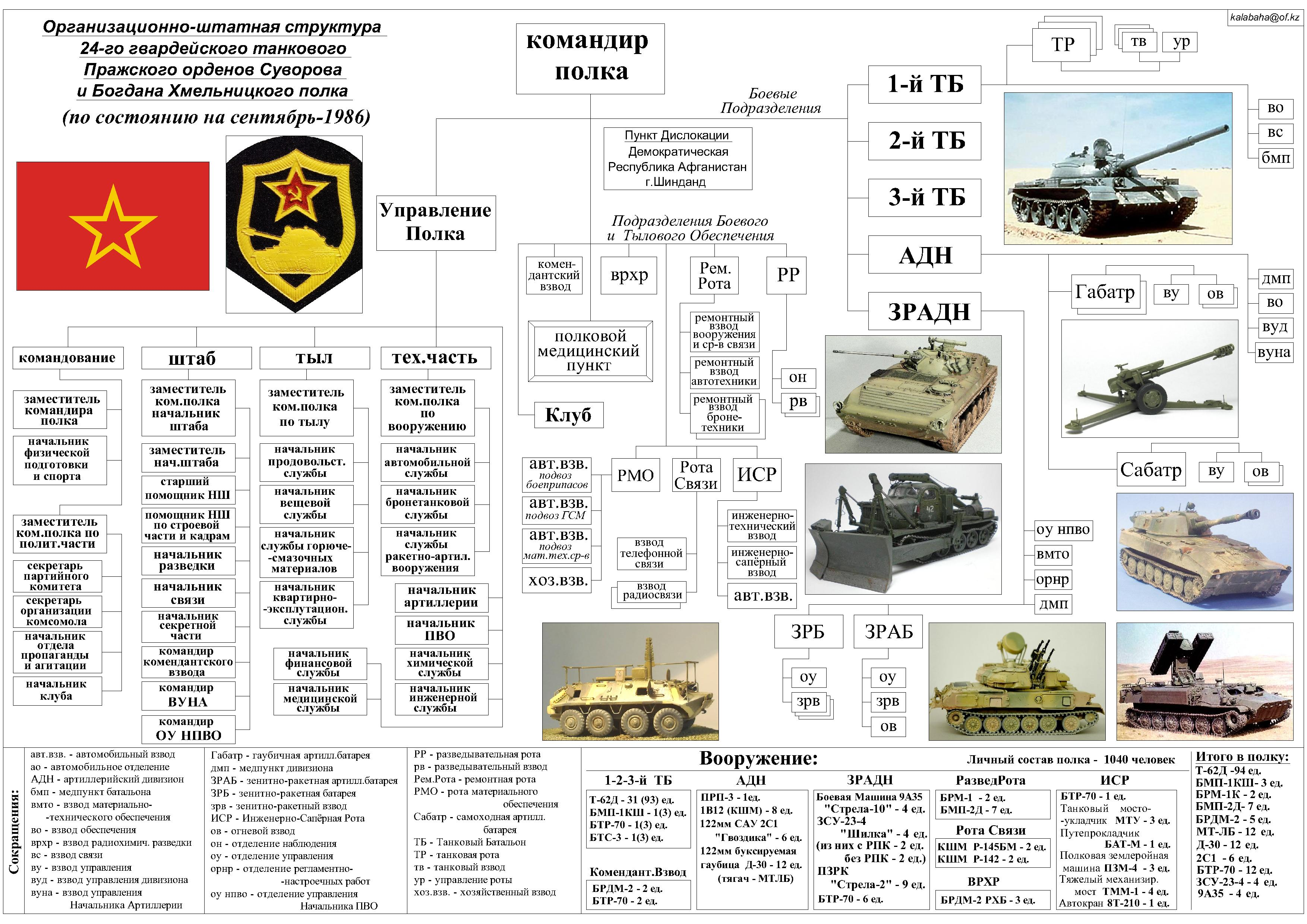
Организационно-штатная структура (неофициальная) 24-го гвардейского танкового полка на сентябрь 1986 года

В современных армиях танковые полки входят в состав мотострелковых и танковых дивизий России, 3-й механизированной дивизии Великобритании, танковых бригад Франции, танковых дивизий Японии и других стран.
В Великобритании танковый полк включает в себя: штаб, роту управления, 4 танковые роты, разведывательный и противотанковый взвода и подразделений тылового обеспечения; всего около 600 человек, 50 танков «Челленджер» и 9 ПТРК «Свингфайер».
В сухопутных войсках Франции встречается два типа танковых полков: на гусеничных танках «Леклерк» (по два полка в танковой бригаде (фр. brigade blindée)) и на колёсных танках AMX-10RC (по два в бронекавалерийских  бригадах (фр. brigade légère blindée)). Танковый полк на леклерках имеет 2-х 6атальонный состав. Танковый полк на колёсных АМХ-30В2 не имеет батальонного звена — основу полка составляют 4 танковых эскадрона, дополненные эскадроном управления и обслуживания.
Танковый полк Сил самообороны Японии также не имеет батальонного звена и состоит из 5 танковых рот.
Танковый полк мотострелковой дивизии Советской армии в конце 1980-х годов состоял из: штаба, 3 танковых батальонов, артиллерийского дивизиона, зенитного ракетно-артиллерийского дивизиона и подразделений боевого и тылового обеспечения. Отличием танкового полка в составе танковой дивизии являлось наличие в штате полка мотострелкового батальона на БМП.

### Парашютно-десантный полк

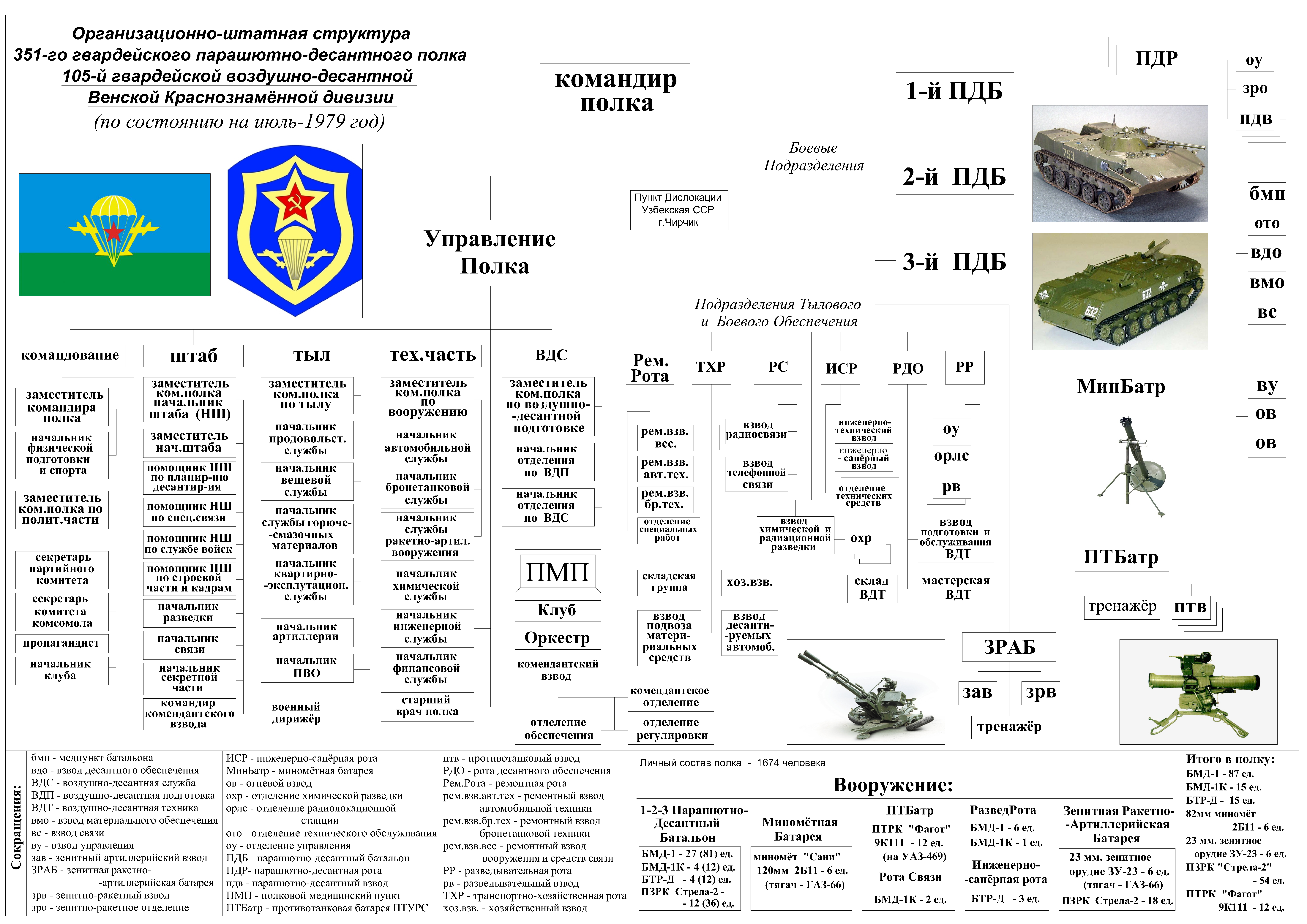
Организационно-штатная структура (неофициальная)
351-го гвардейского парашютно-десантного полка
105-й гв. вдд на июль 1979 года

Парашютно-десантный (воздушно-десантный, авиадесантный) полк (пдп) — основная тактическая единица соединений воздушно-десантных войск. Главным предназначением пдп является десантирование и ведение боевых действий в тылу противника в качестве тактического воздушного десанта.
В РККА первые авиадесантные полки были созданы в 1936 году на Дальнем Востоке. В 1939 году в Московском военном округе были созданы 3 особых авиадесантных полка. В дальнейшем воздушно-десантные войска были переведены на бригадную структуру. В ходе Великой Отечественной войны были созданы воздушно-десантные дивизии в составе которых были 3 пдп и один артиллерийский полк, которые в действительность использовались как простые стрелковые части. В войсках Третьего рейха пдп (нем. fallschirmjäger-regiment) находились в составе парашютно-десантных дивизий (нем. fallschirmjäger-division).
В послевоенный период пдп в составе ВДВ СССР постоянно реформировались. К распаду СССР штат пдп включал в себя 3 парашютно-десантных батальона, миномётную батарею, противотанковую батарею, зенитную ракетно-артиллерийскую батарею, подразделения боевого и тылового обеспечения. Личный состав полка — около 1500 человек.
Вне СССР, в других армиях пдп в 1990-е годы имелся в составе воздушно-десантных бригад Франции и Японии.
Во Франции пдп (фр. régiment de parachutistes) в 1990-е годы включал в себя роту управления и обслуживания, 4 парашютные роты (по 4 парашютных взвода в каждой), роту разведывательную и поддержки. Личный состав полка и вооружение: около 1260 человек; 6 120-мм и 8 81-мм миномётов; 24 ПТРК «Милан», 18 ПТРК малой дальности «Эрике» и до 60 БТР VAB.
В Силах самообороны Японии в 1990-е годы был только один пдп, который составляет собой основу воздушно-десантной бригады, представляющей собой усиленный полк.

### Бронекавалерийский полк
Бронекавалерийский полк (бркп) — это общевойсковая часть сухопутных войск ряда иностранных государств НАТО. Главной функцией бркп является ведение разведки и выполнение действий, сковывающих (сдерживающих) противника. По роду войск относятся к бронетанковым войскам. Термин «кавалерийский» в названии является проявлением традиции указывающей на подвижность таких полков, основу которого в прошлом составляла кавалерия. В некоторых армиях полки аналогичного назначения называются разведывательными полками.

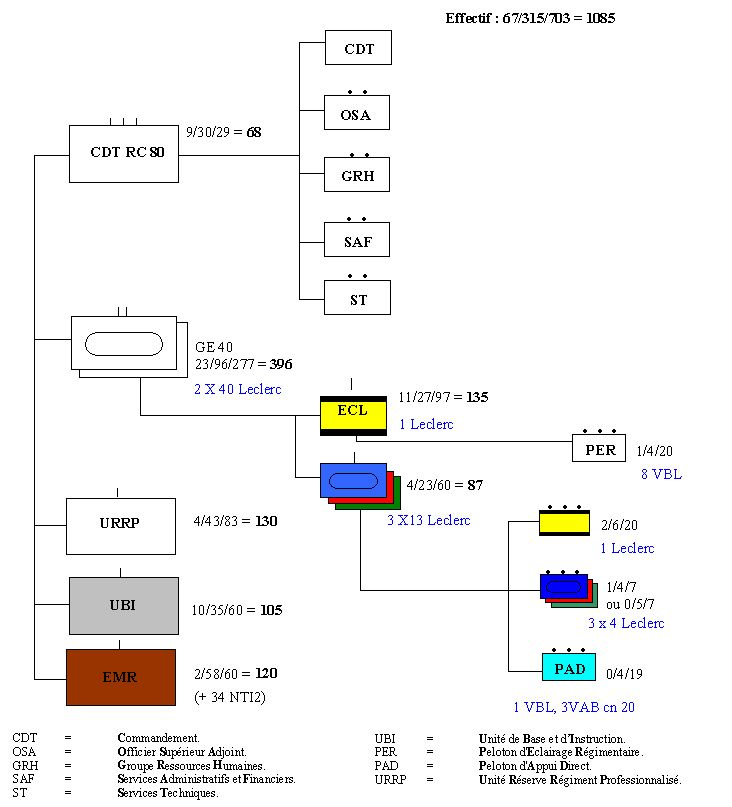
Организация бронекавалерийского полка (régiment de cavalerie blindée) сухопутных войск Франции в 1990-е годы.

В Армии США ранее имелись 3 бркп (2-й, 3-й, 11-й) (англ. armored cavalry regiment) в составе регулярных войск (обычно включались в армейские корпуса) и 278-й бркп входил в состав Национальной гвардии. В состав бркп входили на начало 1990-х гг.:
- штаб полка;
- штабная рота;
- 3 разведывательных батальона — в каждом 3 разведывательные и 1 танковая рота, батарея 155-мм самоходных гаубиц;
- батальон армейской авиации;
- зенитная батарея;
- рота разведки и РЭБ;
- инженерная рота;
- рота РХБЗ;
- батальон тылового обеспечения.

Личный состав полка: около 5 000 человек. На вооружении: 123 танка М1 «Абрамс», 114 БРМ МЗ «Брэдли», 24 155-мм самоходные гаубицы, около 50 вертолётов и другая военная техника.
В сухопутных войсках Франции бркп (фр. régiment de cavalerie blindée) находится в составе 1-й и 3-й дивизий. В составе имеет:
- эскадрон управления и обслуживания;
- 4 разведывательных эскадрона (по 12 БРМ AMX-10RC)
- противотанковый эскадрон;

Личный состав полка: около 860 человек. На вооружении: 48 БРМ, 40—50 БТР и около 170 различных автомобилей.
Задачей бркп в наступлении является ведение разведки на глубину до 100 километров в отрыве от своих войск. В ведение разведки входит: обнаружение противника; выявление его сил; слежение за передвижениями или определением путей отхода; обнаружение объектов для поражения и другое. В бою бркп может использоваться как обычная часть для захвата важного объекта или рубежа, защиты флангов, стыков и промежутков в боевом построении. Также бркп может использоваться как тактическая группа на второстепенном направлении с дополнительным усилением пехотными и артиллерийскими подразделениями с фронтом наступления до 10 километров.
Задачей бркп в обороне является: ведение разведки в полосе обеспечения, осуществление сдерживающих действий, а после отхода за передний край своей обороны располагается в глубине и обеспечивает развёртывание частей для контратаки (либо участвует в ней). Также при этом на бркп отводится функция охраны тыла обороняющихся войск в качестве противодесантного резерва.

### Полк в артиллерии

#### Артиллерийский полк
Артиллерийский полк — основная тактическая единица артиллерии в составе общевойсковых соединений и объединений.

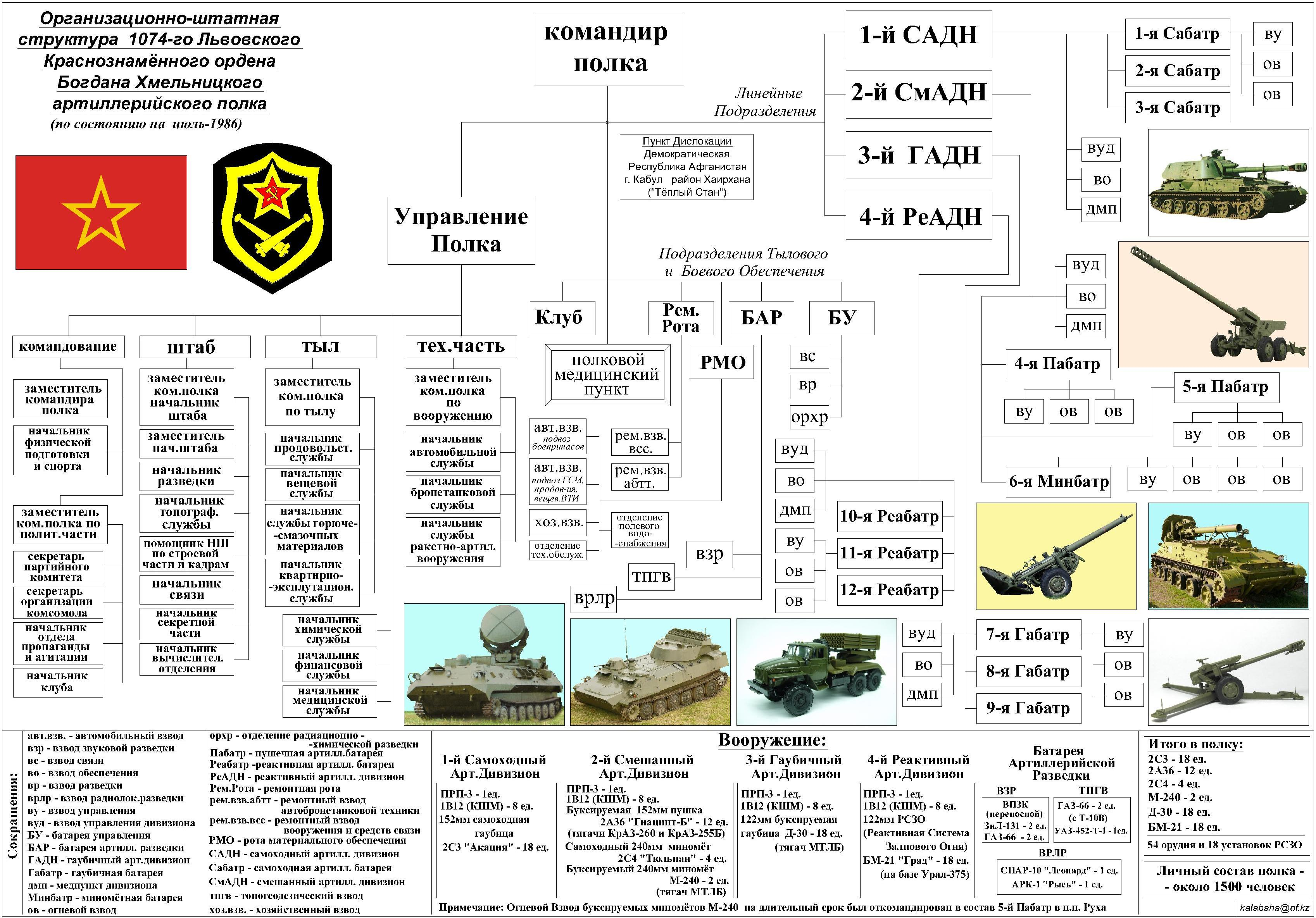
Организационно-штатная структура (неофициальная)
1074-го артиллерийского полка
108-й мсд на июль 1986 года

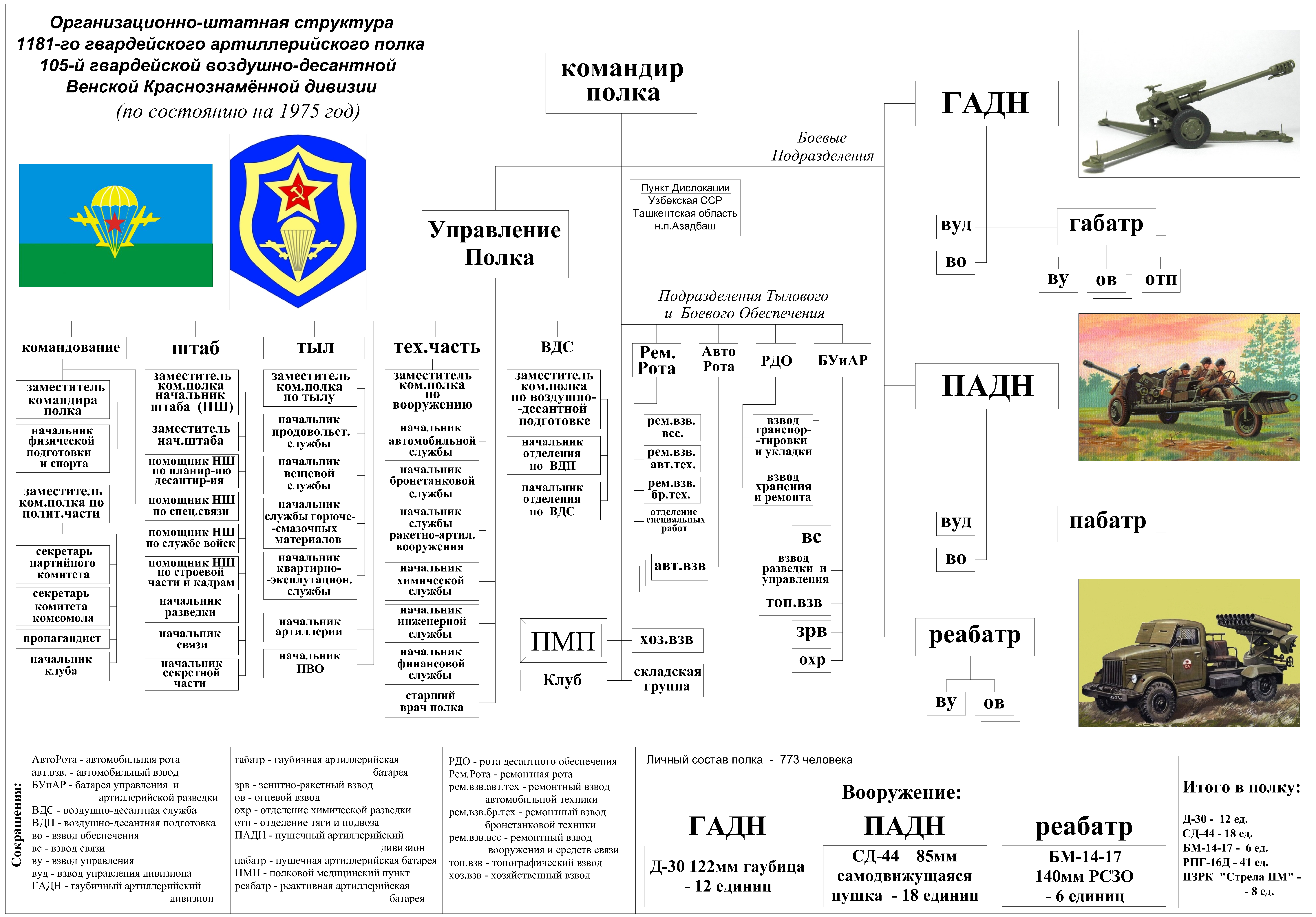
Организационно-штатная структура (неофициальная)
1181-го гвардейского артиллерийского полка
105-й гв.вдд на 1975 год

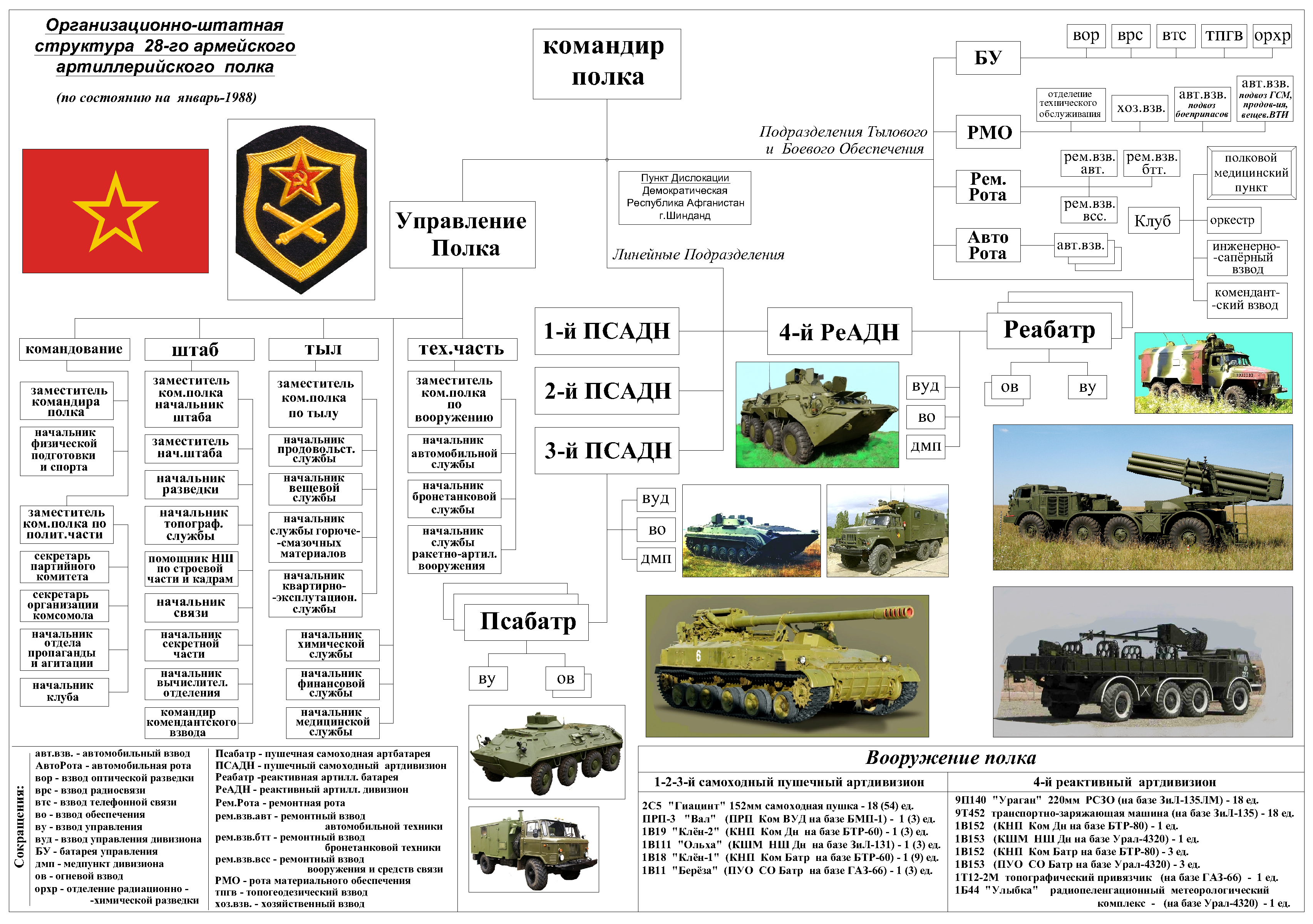
Организационно-штатная структура (неофициальная)
28-го армейского артиллерийского полка
40-й Армии на январь 1988 года

Первые артиллерийские полки в России были созданы при Петре Первом в 1701 году. В свой состав они включали 4 пушкарские роты, понтонную и инженерную роту, 4 бомбардирские команды, мастеров и полковых чинов. Личный состав — 674 человека. С началом Северной войны в 1712 году штат артиллерийского полка был изменён на следующий состав: бомбардирская и 6 канонирских рот, минёрная рота, понтонная и инженерная команда, полковые чины и мастера. Личный состав увеличился до 1403 человек. Во время боевых действий из артиллерийского полка выделялись артиллерийские роты для усиления полевых войск.
Как в иностранных так и в русской армии в последующем была введена бригадная организация артиллерийских войск. В Первую мировую войну артиллерия царской армии состояла из бригад, дивизионов и батарей. В Великую Отечественную войну артиллерийские полки в состав стрелковых дивизий, корпусов (корпусные артиллерийские полки), армий (армейские артиллерийские полки) а также Резерва Верховного Главнокомандования.
На период Великой Отечественной войны артиллерийские полки (ап) в РККА различались по вооружению:
- лёгкие артиллерийские полки — пушки калибра 76-мм, гаубицы 122-мм;
- тяжёлые гаубичные артиллерийские полки — 152-мм гаубицы и гаубицы-пушки;
- тяжёлые пушечные артиллерийские полки — 122-мм пушки и 152-мм гаубицы-пушки;
- гаубичные артиллерийские полки большой мощности — 203-мм гаубицы;
- пушечные артиллерийские полки особой мощности — 152-мм и 210-мм пушки.
- истребительно-противотанковые артиллерийские полки;
- зенитные артиллерийские полки;
- самоходные артиллерийские полки.

Типовая структура артиллерийского полка представляла собой штаб полка и 3 дивизиона по 3 батареи в каждом. В каждой батарее числилось 4 иногда 6 орудий. Некоторые артиллерийские полки состояли от 4 до 6 батарей (без разделения на дивизионы). В боевых действиях артиллерийский полк РККА входил в артиллерийскую группу стрелкового полка, дивизии, корпуса или в состав артиллерийского противотанкового резерва. В стрелковых дивизиях артиллерийский полк в ходе наступления выделял дивизионы для усиления стрелковых батальонов.
В период после Второй мировой войны штат артиллерийского полка для многих государств стал примерно одинаковым: он содержит несколько дивизионов или батарей, подразделения боевого и тылового обеспечения. В зависимости от вооружения дивизионы могут быть:
- пушечные;
- гаубичные;
- реактивные;
- противотанковые.

Также в государствах НАТО встречаются дивизионы имеющие смешанное вооружение (например ракетно-гаубичный). Артиллерийские полк в боевых действиях выполняет задачи с распределением целей (объектов) между дивизионами и батареями, действует в группе (резерве) либо придаётся для усиления дивизионами другим частям соединения или объединения.
Полковая организация встречается в дивизионной артиллерии Великобритании, Германии, Турции, Японии и других стран.
В сухопутных войсках Великобритании дивизионная артиллерия бронетанковых и мотопехотных дивизии в 1990-х годах представлялась 2 артиллерийскими полками 155-мм самоходных гаубиц AS-90, в составе каждого из которых были включены батарея управления, 3 огневые батареи по 8 орудий в каждом и подразделения боевого и тылового обеспечения. Личный состав и вооружение полка — свыше 700 человек и 24 орудия.
Артиллерийский полк в мотопехотных, танковых и горнопехотных дивизиях Германии в 90-х годах имел в составе артиллерийский и реактивный дивизионы. На вооружении полка: 24 155-мм самоходных гаубиц M109G3 или PzH 2000, 8 РСЗО «Ларс-2», 20 РСЗО MLRS и 2 пусковые установки БПЛА.
В пехотных и механизированных дивизиях Турции на 90-е годы артиллерийский полк включал в себя дивизион общей поддержки и 3 дивизиона непосредственной поддержки, батарею штабную и обслуживания и зенитно-артиллерийскую батарею.
В сухопутных войсках Франции один артиллерийский полк в 90-е годы входил в состав бронетанковых и механизированных бригад. В состав зенитно-ракетных бригад и артиллерийских бригад оперативного командования входили по 2 артиллерийских полка РСЗО. Артиллерийский полк бронетанковой и механизированной бригады состоял из батареи управления и обслуживания, 4 огневых батарей по 8 155-мм самоходных гаубиц AMX-30 AuF.1, 1 зенитно-ракетной батареи (6 ПЗРК «Мистраль» и 8 20-мм зенитных пушек). На случай участия в ограниченных вооружённых конфликтах одна из огневых батарей располагала 8 120-мм миномётами. В артиллерийском полку бронекавалерийской, горнопехотной и воздушно-десантной бригад в огневых батареях на вооружении имеется 6 155-мм буксируемых пушек TRF1. Всего 24 пушки. Дополнительно в артиллерийском полку воздушно-десантной бригады в огневых батареях имелось по 8 миномётов.

#### Самоходный артиллерийский полк
Самоходный артиллерийский полк (сап) — артиллерийская часть имеющая на вооружении самоходные артиллерийские установки (САУ).
Первые самоходные артиллерийские полки появились во время Второй мировой войны. Необходимостью создания таких полков стало требование к мобильности при сопровождении танков и пехоты в бою, участию в борьбе с танками и штурмовыми орудиями противника а также для артиллерийской поддержки подвижных соединений и частей. Буксируемые артиллерийские орудия не обладали должной оперативной мобильностью. В РККА первые сап'ы появились в декабре 1942 года с массовым освоением оборонной промышленностью производства самоходных артиллерийских орудий на гусеничном ходу на базе шасси танков. В состав сап входили 4 батареи СУ-76 и 2 батареи СУ-122. Всего в полку было 17 СУ-76 и 8 СУ-122. В апреле 1943 года было начато создание однотипных сап в составе 4—6 батарей:
- лёгкий самоходный артиллерийский полк — 21 единица СУ-76;
- средний сап — 16—20 единиц СУ-85 или СУ-100;
- тяжёлый сап — 12 единиц ИСУ-122 или ИСУ-152.

С октября 1943 года по март 1944 года все самоходно-артиллерийские полки были приведены к единому показателю по численности вооружения: в каждом полку было 21 самоходное орудие. В организационном порядке сап входили в состав: танковых армий; танковых, кавалерийских и механизированных корпусов; некоторых истребительно-противотанковых бригад; в резерв ВГК. Средние и тяжёлые сап предназначались для непосредственной поддержки танков, легкие сап — пехоты и кавалерии. К окончанию боевых действий в РККА было 241 сап (119 лёгких, 69 средних, 53 тяжёлых). Почти половина всех сап находилась составе танковых армий, танковых, кавалерийских и механизированных корпусов. Имеющиеся в резерве ВГК сап выделялись для усиления общевойсковым армиям.
В послевоенный период в Советской армии сап сохранялись до середины 50-х годов, после чего были расформированы. На современном этапе в большинстве армий различных государств формирования типа сап отсутствуют. В некоторых случаях название применяют к артиллерийским полкам имеющим на вооружении самоходные артиллерийские орудия. Однако по предназначению такие полки относились чаще к дивизионной артиллерии, что в корне отличается от предназначения сап в период Второй мировой войны.

#### Противотанковый артиллерийский полк
В годы Великой Отечественной войны в РККА был создан новый тип формирования — противотанковый артиллерийский полк (птап). Необходимость таких формирований была связана с преобладанием у противника танков и другой бронированной техники. При необходимости птап могли выполнять и иные огневые задачи. Первые птап были созданы весной 1941 года. Первоначально такие полки входили в состав артиллерийских бригад Резерва Верховного Главнокомандования. Каждый птап включал в себя 6 дивизионов по 3 батареи в каждом, имевшим на вооружении 37-мм, 76-мм, 85-мм и 107-мм противотанковые пушки. С началом боевых действий были созданы более манёвренные отдельные птап меньшего состава по 4-6 батарей или по 3 дивизиона в каждом, имевших от 16 до 36 орудий. 1 июля 1942 года официально противотанковая артиллерия была переименована в истребительно-противотанковую артиллерию, в связи с чем все противотанковые полки были переименованы истребительно-противотанковые (иптап). С июля 1943 года большинство иптап были сведены в истребительно-противотанковые артиллерийские бригады РГК. Малая часть иптап получила статус отдельных полков. Вооружение иптап в течение войны в основном состояло из 57-мм и 76-мм пушек. С 1944 года полки получили 100-мм противотанковые пушки.
В боевых действиях иптап придавались как правило армиям и корпусам, в редких случаях дивизиям. В обороне иптап использовались как противотанковый резерв. При танковой атаке противника иптап разворачивался в боевой порядок по фронту на 2—3 км по фронту и 1—2 км в глубину. В наступлении иптап использовался для артиллерийской подготовки атаки. В послевоенный период в Советской армии все иптап были расформированы. Штатным противотанковым артиллерийским формированием были оставлены отдельные противотанковые артиллерийские дивизионы (оптадн) в составе мотострелковых дивизий.
В армиях других государств кроме СССР полки противотанковой артиллерии не создавались. Основной организационной и боевой единицей противотанковой артиллерии в других государствах являлся дивизион (батальон) противотанковой артиллерии.

#### Миномётный полк
Миномётный полк — тактическая часть артиллерии, имеющая на вооружении миномёты.
Первое появление миномётных полков отмечено в сухопутных войсках Франции в конце Первой мировой войны. Так в 1918 году были созданы 4 полка так называемой «траншейной артиллерии» (фр. artillerie de tranchée). Данные полки входили в состав 4-й дивизии главного артиллерийского резерва французского командования. Каждый миномётный полк состоял из 10 дивизионов по 4 батареи в каждом. На вооружении полка было 480 орудий 58-мм или 155-мм калибра и 240 миномётов 240-мм калибра.
Во время Великой Отечественной войны в РККА с декабря 1941 года было начато создание миномётных полков, которые в разные периоды войны входили в состав кавалерийских, танковых и механизированных корпусов, общевойсковых и танковых армий, отдельных миномётных бригад артиллерийских дивизий и артиллерийских дивизий прорыва, некоторых артиллерийских бригад стрелковых дивизий. Штат советских миномётных полков включал в себя 2—3 дивизиона по 3 батареи в каждом с общим вооружением в 18 160-мм или 36 120-мм миномётов. Для ведения боевых действий в горной местности создавались миномётные полки с вооружением из 107-мм миномётов. В бою миномётный полк выделял подразделения в состав полковых и дивизионных артиллерийских групп.
Также в РККА термином «гвардейский миномётный полк» официально назывались полки реактивной артиллерии имевшие на вооружение РСЗО. В послевоенный период подобные полки сменили название на реактивный артиллерийский полк.
Во время Второй мировой войны в ряде армий других государств кроме СССР, было также отмечено создание миномётных полков (Великобритания, Франция, Германия и другие).

### Полк в военно-морском флоте

#### Морская пехота
Полк морской пехоты (пмп) — является основной тактической частью морской пехоты. Входит в состав дивизии морской пехоты или является отдельным. Назначение пмп в выполнении боевых задач при высадке морских десантов, обороне пункта базирования кораблей, портов и иных важных объектов на побережье. Полки морской пехоты существующие в различных странах обычно включают в себя 3—4 батальона морской пехоты, подразделений огневой поддержки, тылового и боевого обеспечения.
К моменту распада СССР в ВМФ СССР полки морской пехоты были только в составе 55-й дивизии морской пехоты. В состав каждого полка входили: штаб, 3 батальона морской пехоты, танковый батальон, противотанковая батарея, батарея РСЗО, зенитная ракетно-артиллерийская батарея и подразделения тылового и боевого обеспечения. Личный состав полка по полному штату — свыше 2 тыс. человек. На вооружении полка имелось: 44 танка (Т-55 и ПТ-76), 111 БТР (БТР-60 и БТР-80), 6 РСЗО БМ-21, 4 единицы ЗСУ-23-4, 4 ЗРК «Стрела-1» и другая техника.
В Корпусе морской пехоты ВМС США в пмп в 1990-е годы входили: штаб, штабная рота, 3—4 батальона морской пехоты. Каждый батальон состоял и роты штабной и обслуживания, 3 рот морской пехоты и роты оружия. Личный состав полка — около 3 тысяч человек.

#### Другие рода военно-морского флота
Кроме частей морской пехоты в ВМФ РФ полковая организация также встречается в Морской авиации и в Войсках береговой обороны.

### Полк в ВВС

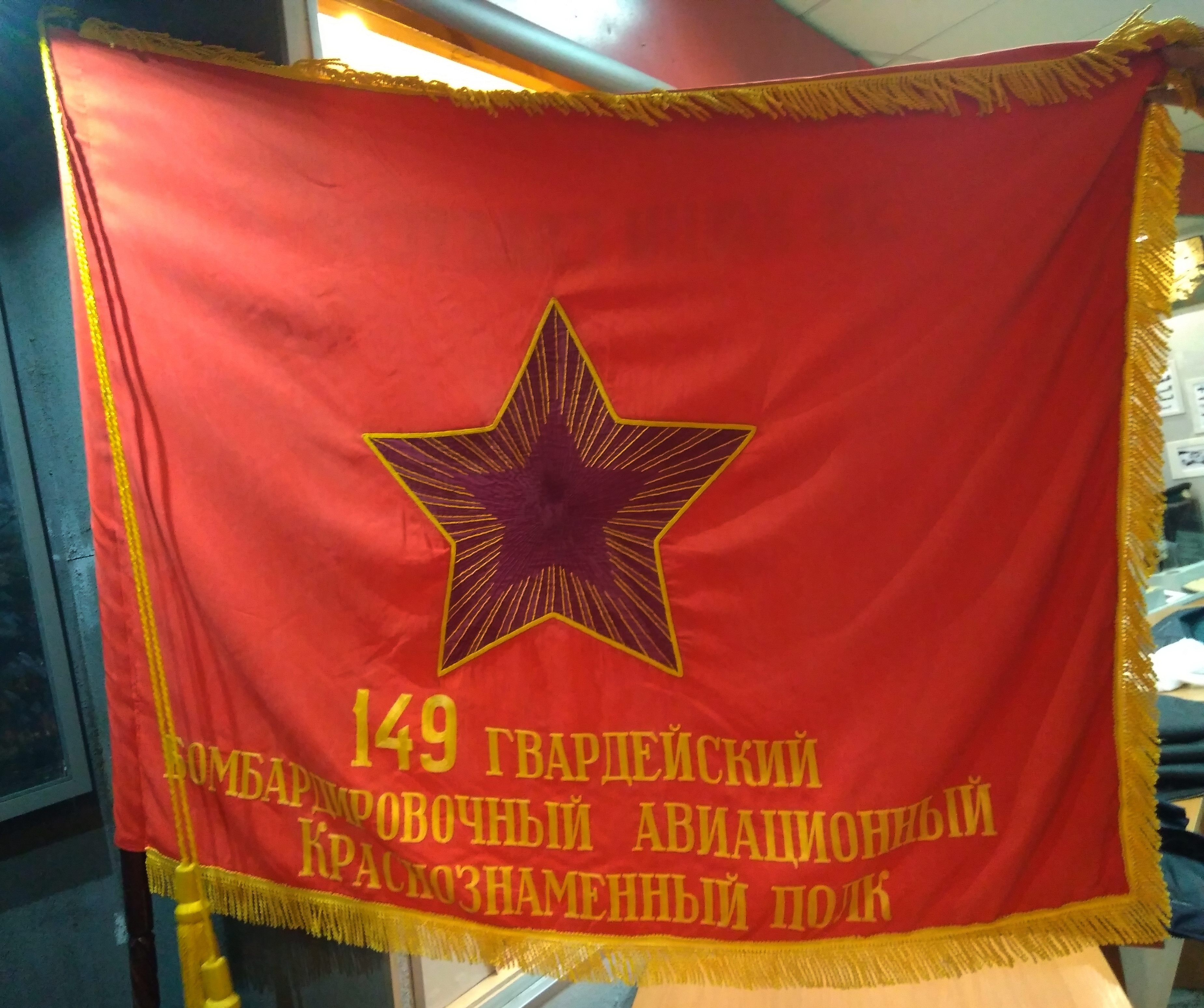
Боевое знамя 149-го гвардейского бомбардировочного авиационного полка

В военно-воздушных силах ряда государств полки встречались и встречаются в различных родах авиации и входят в состав авиационных соединений либо являются отдельными в составе высшего авиационного объединения или находятся в непосредственном подчинении командования ВВС. По принадлежности к роду авиации и вооружению встречаются следующие виды авиационных полков:
- бомбардировочные (пикировочные);
- дальнебомбардировочные (тяжелобомбардировочные);
- минно-торпедные;
- ракетоносные;
- противолодочные;
- корабельные (истребительные, штурмовые, вертолётные);
- РЭБ;
- истребительно-бомбардировочные;
- истребительные (в т.ч ПВО);
- штурмовые;
- смешанные;
- разведывательные;
- армейской авиации (вертолётные);
- транспортной авиации;
- и другие

Полки авиации сухопутных войск (армейской авиации) представляют собой вертолётные полки, которые выполняют следующие функции:
- непосредственную авиационную поддержку (огневую поддержку) наземных войск;
- транспортные функции (снабжение, переброска войск, военной техники и грузов)
- обеспечение боевых действий (РЭБ, связь, разведка и т. д.)

Вертолётные полки входят в состав авиации военных округов (фронтов), общевойсковых объединений (армейских корпусов, общевойсковых и танковых армий). В составе вертолётного полка включается несколько вертолётных эскадрилий (отрядов), оснащённых вертолётами различного назначения.
Вертолётный полк в составе бронетанковой дивизии Великобритании в 90-е годы включал в себя штаб, 2 вертолётные эскадрильи многоцелевого назначения и подразделения инженерно-технического обеспечения. Личный состав полка — 340 человек. На вооружении имеется 24 противотанковых вертолёта «Линкс», 12 разведывательных вертолётов «Газель» и свыше 60 автомобилей.
Противотанковый вертолётный полк в составе армейского корпуса Бундесвера в 1990-е годы включал в себя 2 батальона противотанковых вертолётов и батальон технического обеспечения. Личный состав полка — 1877 человек. На вооружении имелось 60 вертолётов «Тигр».
В 4-й бригаде армейской авиации Франции в 1990-е годы включал в свой состав 3 вертолётных полка и вертолётный полк боевого обеспечения. В составе каждого вертолётного полка были: эскадрилья управления и обслуживания, эскадрилья боевого обеспечения, 3 эскадрильи противотанковых вертолётов, 2 эскадрильи многоцелевых ударных вертолётов, эскадрилья разведывательных вертолётов. Личный состав полка — около 800 человек. На вооружении около 60 вертолётов типа «Пума», «Кугар», SA-342M «Газель», SA-341M «Газель». Вертолётный полк боевого обеспечения выполнял транспортные функции и включал в себя 4 эскадрильи транспортных вертолётов Личный состав полка — около 800 человек. На вооружении 36 вертолётов типа «Пума» и «Кугар».

### Полк в ПВО

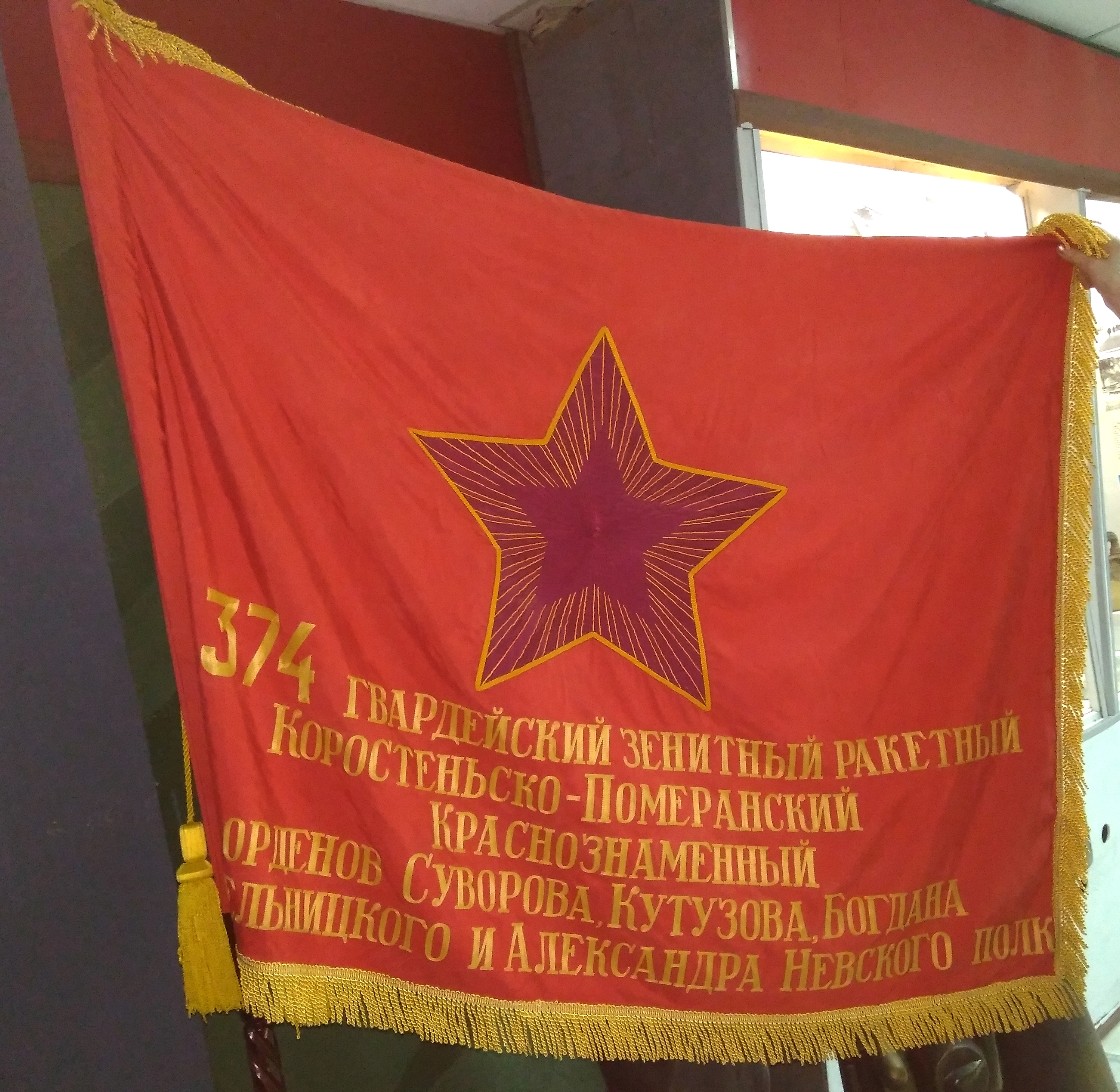
Боевое знамя
374-го гвардейского зенитного ракетного полка

В войсках ПВО различных государств встречаются три типа полков:
- зенитный артиллерийский полк;
- зенитный ракетный полк;
- радиотехнический полк.

#### Зенитный артиллерийский полк
Зенитный артиллерийский полк (зенап) — основная тактическая часть зенитной артиллерии. Наибольшее распространение получил в период Второй мировой войны и в послевоенный период до оснащения зенитным ракетным оружием. Назначением зенап является прикрытие группировок войск, административно-политических центров, переправ, железнодорожных станций и других объектов от воздушных ударов противником.
В РККА первые зенап были созданы в 1924—1925 годах для противовоздушной обороны для ПВО важных объектов страны. Изначально зенап включал в свой состав 5 дивизионов по 4 батареи из 3 единиц 76-мм зенитных пушек. Всего в полку было 60 орудий. С 1936 года зенап с таким штатом были включены в состав зенитной артиллерийской дивизии. В 1937 зенап были включены в состав в дивизии ПВО, а также в отдельные бригады и корпуса ПВО. Перед началом Великой Отечественной войны на вооружении зенап для прикрытия важных государственных объектов находились 37-мм автоматические, 76-мм и 85-мм полуавтоматические зенитные пушки, а также зенитные пулемёты. В сухопутных войсках РККА зенап начали формировать для усиления ПВО общевойсковых соединений, и для прикрытия объектов тыла, армий и фронтов. Также в данных целях предусматривалось использование отдельных зенап резерва ВГК. С началом боевых действий показал громоздкость, малую манёвренность и малоэффективность зенап в плане прикрытия войск и особенно при применении противником пикирующих бомбардировщиков и других типов самолётов, действующих на малых высотах. По этой причине с июня 1942 года в составе общевойсковых и танковых армий начали формировать так называемые «армейские полки ПВО» со смешанным вооружением. В составе каждого такого полка имелось 3 зенитные артиллерийские батареи (всего 12 единиц 37-мм или 25-мм орудий) и 2 зенитные пулемётные роты (12 единиц крупнокалиберных пулемётов и 8 счетверённых пулемётных установок). Личный состав полка — 312 человек. С ноября 1942 года зенап со смешанным вооружением стали включаться в состав вновь созданных зенитных артиллерийских дивизий РГК. В апреле 1943 года в зенап рота счетверённых зенитных пулемётов была заменена на дополнительную батарею 37-мм зенитных пушек. С этого момента зенап подобного штата вошли в состав танковых, механизированных и кавалерийских корпусов. С февраля 1943 года в зенитную артиллерийскую дивизию включили два типа полков: зенап со среднекалиберным вооружением — 4 батареи по 4 единицы 85-мм орудия (всего 16 орудий) и зенап с малокалиберным вооружением — 6 батарей по 4 единицы 37-мм зенитных пушек (всего 24 орудия).
Вне СССР, в период Второй мировой войны, в других армиях также имелись зенап с вооружением различного калибра. К примеру в Третьем рейхе зенап располагали зенитными пушками калибра 20-мм, 37-мм, 88-мм и 105-мм.
В послевоенный период во всём мире происходило дальнейшее развитие зенитной артиллерии. Уже в послевоенные годы зенап в Советской армии перешли на 57-мм и 100 мм зенитные орудия. В Войсках ПВО СССР создавались зенап имевшие на вооружении 130-мм зенитные орудия.
Подобные изменения происходили и в других армиях мира. С появлением зенитного ракетного оружия зенап в ВС СССР и в других армиях были переформированы в зенитные ракетные полки и бригады. Как правило, зенап на последнем периоде своего существования включали в свой состав 4-6 батарей с орудиями одного калибра, подразделений разведки воздушного противника, обеспечения и обслуживания.

#### Зенитный ракетный полк
Зенитный ракетный полк (зрп) — тактическая часть зенитных ракетных войск. В состав зрп входят: зенитные ракетные подразделения (стартовые батареи и дивизионы), технические подразделения (технические батареи или технические дивизионы), а также подразделения управления, охраны и тылового обеспечения. На вооружении зрп находятся транспортируемые и подвижные зенитно-ракетные комплексы различной дальности действия, автоматизированные системы управления и радиолокационные станции (РЛС) различного назначения.
Место зрп в структуре вооружённых сил различается от государственной принадлежности. В штате некоторых мотострелковых и танковых дивизий ВС СССР позднего периода был 1 зрп состоявший из 5 ракетных батарей, 1 батареи радиотехнической разведки и 1 технической батареи. На вооружении полка были 20 единиц ЗРК «Оса». В войсках ПВО СССР зрп были в составе зенитно-ракетных дивизий.
В 1990-е годы в авиационных дивизиях ПВО Германии, которые входят тактическое авиационное командование ВВС, были зрп включающие 2—3 дивизиона по 4 стартовые батареи в каждом. Всего до 72 пусковых установок ЗРК «Nike-Hercules» и ЗРК «Hawk».

#### Радиотехнический полк
Радиотехнический полк (ртп) — тактическая единица радиотехнических войск. Предназначением ртп является ведение радиолокационной разведки воздушного противника и радиолокационного обеспечения зенитно-ракетных войск, истребительной авиации и зенитной артиллерии.
В состав ртп входят штаб, несколько радиотехнических подразделений, подразделений управления и обеспечения. На вооружении ртп имеются (РЛС) различного назначения, средства обработки радиолокационной информации, средства связи и автоматизированного управления. В ВС СССР ртп входили в состав дивизий и корпусов войск ПВО.

### Полк в специальных войсках
На современном этапе в специальных войсках и в составе тыла вооружённых сил многих государств в основном используется бригадная организация. При этом наряду с бригадами встречаются полки различного назначения.

#### Полк связи
К полкам в войсках связи относятся к примеру отдельные полки связи служащие для развёртывания и работы узлов связи и пунктов управления объединений для прямой связи последних с нижестоящими воинскими формированиями а также для связи с высшими органами военного управления.
В РККА первый полк связи был создан в июне 1919 года в Москве. До начала Великой Отечественной войны были созданы несколько отдельных полков связи (опс). В годы Великой Отечественной войны опс включали в свой состав штаб, 2 батальона связи, ремонтные мастерские и другие подразделения. На вооружении полка имелись радиостанции, радиорелейные станции, тропосферные станции, радиоприёмные машины, аппаратные полевых узлов связи и другие средства.

#### Инженерный полк
В XVIII веке в армиях некоторых европейских государствах были сформированы первые полки в инженерных войсках. В Российской империи первый инженерный полк появился в 1712 году под названием «полк военных инженеров». По штатам 1757 года инженерный полк состоял из 6 рот (2 роты минёров, 2 роты пионеров и 2 роты мастеровых).
В РККА в начале 1941 года были сформированы 18 инженерных и 14 понтонно-мостовых Полков. Личный состав инженерного полка — около 1000 человек. Инженерные полки состояли из 2 инженерных и 1 технического батальона и рот. Полки имели на вооружении электростанции, компрессоры, копры, грейдеры, бульдозеры, окопокопатели, лесопильными рамы и станки, специальные грузовые машины и трактора. С началом боевых действий все инженерные и понтонно-мостовые полки были переформированы в инженерные бригады и отдельные инженерные батальоны. В 1942 было принято решение о повторном формировании понтонно-мостовых полков, число которых к концу войны достигло одиннадцати. Также в 1942 году были созданы инженерно-танковые полки для производства проходов в минных полях. В 1944 году были созданы огнемётно-танковые полки, которые вместе с инженерно-танковыми полками по одному вошли в состав 5 инженерно-сапёрных бригад.
Основной единицей инженерных войск ВС СССР в послевоенный период стал инженерный полк, который действует в состав объединений. Инженерные полки включены в состав армий Великобритании, Франции и других государств.
К примеру в бронетанковой дивизии Франции в 1990-е годы инженерный полк включал в себя: роту управления и обслуживания, роту поддержки, инженерно-механизированную роту и 2 бронеинженерных роты. Личный состав полка — около 850 человек. На вооружении полка имелись 16 бронированных инженерных машин, 4 самоходных мостовых комплексов, 4 танковых бульдозера, 24 БТР и другая техника.

#### Автомобильный полк
В автомобильных войсках РККА в период Великой Отечественной войны существовали автомобильные полки. Причиной для создания автомобильных полков послужила необходимость в крупных оперативных перевозках войск и грузов.
Первые автомобильные полки появились в некоторых военных округах в 1937 году. К началу боевых действий в РККА было 19 автомобильных полков состоявших из 4—6 автотранспортных батальонов по 169 автомобилей в каждом. Полк из 6 батальонов располагал 1062 машинами и в состоянии был за один рейс перебросить стрелковую дивизию.